# الحكومة الإماراتية (1977)
حكومة دولة الإمارات العربية المتحدة (1977) هي الحكومة الثالثة في تاريخ دولة الإمارات منذ قيام الاتحاد عام 1971، والثالثة التي شكلها الشيخ مكتوم بن راشد آل مكتوم.

## أعضاء مجلس الوزراء
1. الشيخ مكتوم بن راشد آل مكتوم ، رئيس مجلس الوزراء
2. الشيخ حمدان بن محمد آل نهيان، نائب لرئيس مجلس الوزراء
3. الشيخ حمدان بن راشد آل مكتوم، وزير المالية والصناعة
4. الشيخ مبارك بن محمد آل نهيان، وزير الداخلية
5. الشيخ محمد بن راشد آل مكتوم، وزير الدفاع
6. أحمد خليفة السويدي، وزير الخارجية
7. الشيخ سلطان بن أحمد المعلا، وزير الاقتصاد والتجارة
8. أحمد بن حامد، وزير الاعلام والثقافة
9. محمد سعيد الملا، وزير المواصلات
10. محمد خليفة الكندي، وزير الأشغال العامة
11. عبدالله عمران تريم، وزير التربية والتعليم والشباب
12. مانع سعيد العتيبة، وزير النفط والثروة المعدنية
13. ثاني بن عيسى بن حارب، وزير الكهرباء والماء
14. حموده بن علي، وزير الدولة للشؤوون الداخلية
15. سيف سعيد غباش، وزير الدولة للشؤون الخارجية
16. أحمد بن سلطان القاسمي، وزير الدولة
17. سعيد الغيث، وزير الدولة لشؤون مجلس الوزراء
18. عبد العزيز بن حميد القاسمي، وزير الدولة لشؤوون المجلس الأعلى
19. محمد عبدالرحمن البكر، وزير الشؤون الإسلامية والأوقاف
20. خلفان الرومي، وزير الصحة
21. عبدالله المزروعي، وزير للعمل والشؤون الاجتماعية
22. سعيد غباش، وزير التخطيط
23. سعيد الرقباني، وزير الزراعة والثروة السمكية